# Conductivitate ionică (în stare solidă)

Un conductor de protoni într-un câmp electric static.

Conductivitatea ionică (notată cu λ) este o măsură a capacității unei substanțe de a conduce electricitatea prin mișcarea ionilor. O substanță cu o conductivitate ionică deosebit de ridicată în stare solidă este clorura de sodiu ({\displaystyle {\ce {NaCl}}}). Conducția ionică reprezintă unul dintre mecanismele prin care se realizează curentul electric, ionii pozitivi mișcându-se către catod, iar ionii negativi către anod, sub influența unui câmp electric.

## În solide cristaline
În majoritatea solidelor, ionii ocupă poziții fixe rigide, strâns legați de atomii sau ionii vecini. Anumite solide conțin ioni specifici cu o capacitate ridicată de a se deplasa, facilitând conducerea electrică prin intermediul ionilor. Mobilitatea ionilor crește odată cu temperatura, permițându-le o deplasare mai ușoară prin rețeaua cristalină datorită agitației termice sporite. Materialele care prezintă această proprietate sunt utilizate în baterii, un exemplu fiind bateriile cu litiu-ion. Un solid conductor de ioni bine-cunoscut este β''-alumina ("BAZĂ"), o formă de oxid de aluminiu cu o conductivitate ionică ridicată care are canale prin care cationii de sodiu pot sări. Când această ceramică este complexată cu un ion mobil, cum ar fi Na+, se comportă ca un așa-numit conductor de ioni rapid. BASE este utilizat ca membrană în mai multe tipuri de celule electrochimice cu sare topită. Alte materiale cu conductivitate ionică ridicată includ zirconiul stabilizat cu yttriu (YSZ) și lanthanumul ceriu oxidat (LCO).

### Istorie
Conducerea ionică în solide a fost un subiect de interes încă de la începutul secolului al XIX-lea. Michael Faraday a stabilit în 1839 că legile electrolizei (care descriu relația cantitativă dintre curentul electric și masa substanțelor chimice produse în timpul electrolizei) sunt respectate și în solidele ionice, cum ar fi fluorura de plumb(II) ({\displaystyle {\ce {PbF2}}}) și sulfură de argint ({\displaystyle {\ce {Ag2S}}}). În 1921, s-a descoperit că iodura de argint solidă ({\displaystyle {\ce {Agl}}}) are o conductivitate ionică extraordinar de ridicată la temperaturi peste 147 °C. La această temperatură, AgI suferă o tranziție de fază, transformându-se într-o formă cu o conductivitate ionică de aproximativ 1 S/cm, semnificativ mai ridicată decât a altor solide la temperaturi similare. Această fază de temperatură ridicată a AgI este un exemplu de conductor superionic, o clasă de materiale cu conductivitate ionică excepțional de ridicată. Structura dezordonată a acestui solid permite ionilor Ag+ să se miște cu ușurință. Deținătorul actual al recordului pentru conductivitatea ionică este materialul înrudit Ag2HgI4. β''-alumina a fost dezvoltată de Ford Motor Company în anii 1960 în căutarea unui dispozitiv de stocare a energiei pentru vehicule electrice, în contextul dezvoltării bateriei sodiu-sulf. Pe lângă aplicarea sa inițială ca membrană solidă pentru baterii, β''-alumina a găsit ulterior utilizare și în alte domenii, cum ar fi celulele electrochimice cu sare topită și senzorii de gaz.